# Lorde
Ella Marija Lani Yelich-O'Connor (født 7. november 1996) kendt under kunstnernavnet Lorde (/ˈlɔrd/), er en newzealandsk sangerinde og sangskriver, født og opvokset i Devonport, Auckland. Hun optrådte som barn i forskellige sang- og dramatimer, og underskrev som trettenårig en kontrakt med pladeselskabet Universal. Hun tog sit kunstnernavn på grund af en fascination af "kongelige og aristokrater", men da hun følte at 'Lord' var for maskulint, tilføjede hun et 'e'.[kilde mangler]
Hendes debut var en EP med titlen The Love Club, som blev udgivet i november 2012 og hendes første single, "Royals", gik direkte ind som nummer 1 på New Zealands top 40 og opnåede at ligge nummer 1 på Billboard Hot 100 i 2013, hvilket gjorde hende til den første newzealandske soloartist med en single, som har ligget nummer 1 i USA. Hendes debutalbum, Pure Heroine, som blev udgivet i september 2013, modtog anerkendelse og kommerciel succes verden over.[kilde mangler]
Opfølgeren til debutalbummet udkom først fire år efter i juni 2017. Dette album, Melodrama, blev rost af anmeldere i blandt andet Storbritannien og Danmark.